# Charles de Batz-Castelmore d’Artagnan

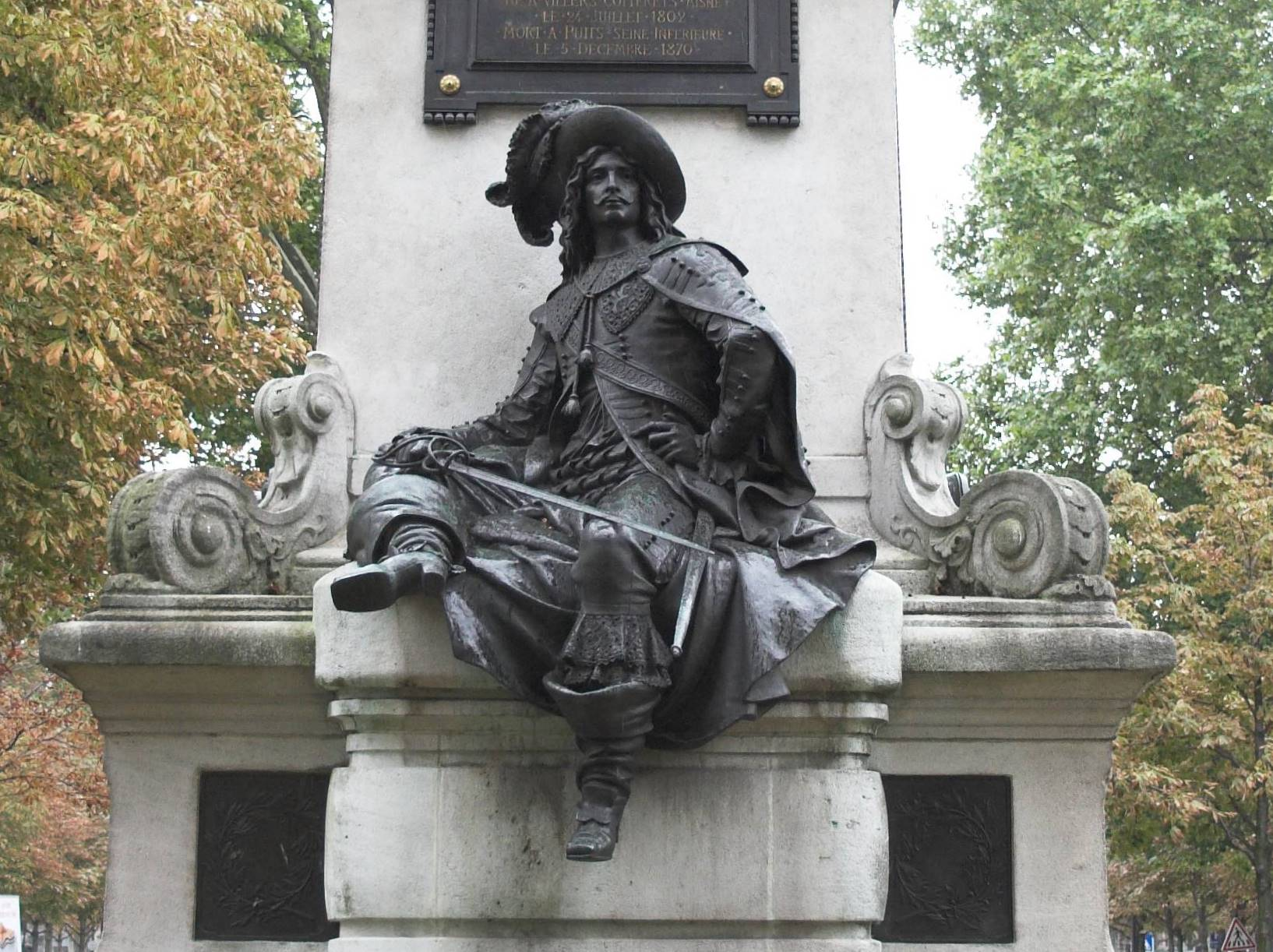
D’Artagnan-Statue von Gustave Doré in Paris

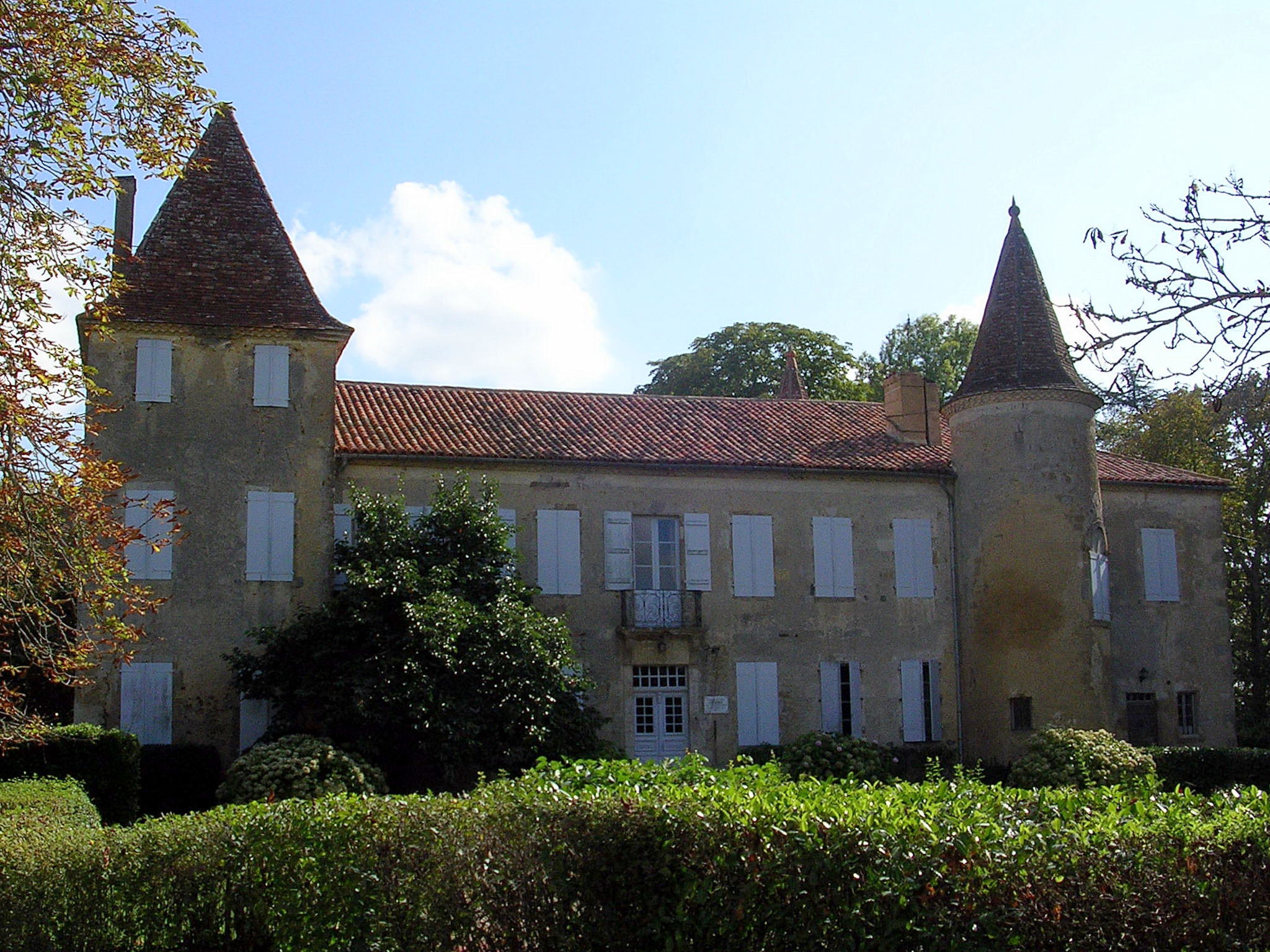
Schloss Castelmore

Charles de Batz de Castelmore, genannt Comte d’Artagnan (* zwischen 1611 und 1615 auf Schloss Castelmore in Lupiac im heutigen Département Gers; † 25. Juni 1673 vor Maastricht) war ein französischer Adliger und Soldat, der unter Ludwig XIV. eine brillante Laufbahn bei den französischen Musketieren der Garde einschlug und im Holländischen Krieg bei der Belagerung von Maastricht getötet wurde. Sein ereignisreiches Leben inspirierte Alexandre Dumas den Älteren zu seinem Roman Die drei Musketiere und dessen beiden Fortsetzungen. Dumas ging dabei frei mit den historischen Fakten um.
Bei seinem Tod lauteten d’Artagnans vollständige Titel: Haut et puissant seigneur, Messire Charles de Castelmore, Comte d’Artagnan. Der Titel eines Comte d’Artagnan stand ihm offiziell nicht zu, da darüber kein Adelsbrief, keine Lettre patente, ausgestellt worden war. Dennoch wurde dieser Titel aus Höflichkeit vom königlichen Hof verwendet.

## Familie und Jugend

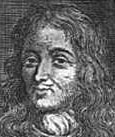
Mögliches Porträt, um 1700

D’Artagnan wurde auf Schloss Castelmore ⊙ bei Lupiac in der Gascogne geboren. Er war der Sohn von Bertrand de Batz-Castelmore, Seigneur de Castelmore et de la Plagne. Den Titel eines Seigneur de Castelmore erhielt er von seinem kinderlosen Onkel Bertrand. Die Familie des Vaters gehörte dem französischen Kleinadel, der Petite noblesse, an. Ursprünglich eine Kaufmannsfamilie, erwarb sie Mitte des 16. Jahrhunderts das Gut Castelmore. Seine Mutter, Françoise de Montesquiou, war die Tochter des Sieur d’Artagnan aus der Bigorre, eines Mitglieds der Armagnacs. Seine Eltern heirateten im Jahr 1608. D’Artagnan hatte vier Brüder und drei Schwestern, er selbst war der jüngste der Gebrüder. Er heiratete am 3. April 1659 in der Kirche Saint-André-des-Arts in Paris die wohlhabende Witwe Charlotte-Anne de Chanlecy, Dame de Sainte-Croix (mit einem Gut in Sainte-Croix (Saône-et-Loire)), jedoch wurden die Ehe und ihre Gütergemeinschaft bereits 1665 durch ihre Erklärung vor Gericht gelöst. Charlotte-Anne zog sich auf ihre Güter in Burgund zurück, wo sie am 31. Dezember 1683 starb. Aus der Ehe gingen zwei Söhne hervor, die nach König Louis, ihrem Paten, benannt waren: Louis Comte d’Artagnan (1660–1709) und Louis Chevalier d’Artagnan (1661–1714). Letzterer hatte einen Sohn, Louis Gabriel (1710–1783), Marquis de Castelmore d’Artagnan, der selbst jedoch keine Nachkommen hatte. Der Marschall von Frankreich, Pierre de Montesquiou d’Artagnan, war ein Vetter. Dessen Vater soll der Anführer der Leibgarde von Heinrich IV. gewesen und bei dem Versuch, dessen Leben zu retten, getötet worden sein. Einige der Brüder d’Artagnans gehörten ebenfalls den Musketieren an. Charles, der älteste, diente dort seit 1633 und starb wenige Jahre später, möglicherweise bei einem Duell. Paul (1610–1703), der daraufhin das Erbe antrat, wurde 1640 bei der Belagerung Turins verwundet. Jean starb um 1648 als Lieutenant des Régiment Persan. Ein Bruder, Arnaud, war Priester und Rektor in Lupiac.

## Soldatenlaufbahn
Charles de Batz-Castelmore wollte wie seine älteren Brüder bei den Musketieren dienen. Daher reiste er um 1640 unter dem in höfischen Kreisen bekannteren Namen der Familie seiner Mutter, d’Artagnan, nach Paris, wo sein Anliegen, weil er nie einen militärischen Dienst geleistet hatte, vorerst abgelehnt wurde. Jean-Armand du Peyrer, comte de Tréville, zu diesem Zeitpunkt der Capitaine-lieutenant der ersten Kompanie und ein enger Freund der Familie, nutzte jedoch seinen Einfluss, um ihn noch im gleichen Jahr zunächst in der Compagnie des Essarts der Gardes françaises in Fontainebleau unterzubringen. Mit dieser nahm er am Feldzug im Roussillon und an dem in Flandern unter Turenne teil.
Im Jahr 1644 wurde er schließlich von den Musketieren der Garde aufgenommen, wobei ihm der zum Kauf der Stelle notwendige und zweifelsohne nicht geringe Betrag von Jean-Baptiste Colbert, einem weiteren Vertrauten Mazarins, zur Verfügung gestellt wurde. 1646 löste Mazarin die Musketiergarde auf. D’Artagnan führte zu dieser Zeit bereits Missionen für den Kardinal Mazarin durch, den Paten des jungen Königs und Berater der Königinmutter und Regentin, Anna von Österreich, der ihn 1646 wegen seiner zuverlässigen Dienste (unter anderem bei der Bekämpfung der Fronde) zum Kurier ernannte; als solcher fungierte er als Bote, Diplomat und Geheimagent. Außerdem begleitete er Mazarin 1651 ins Exil nach Brühl im Rheinland. Wahrscheinlich wurde d’Artagnan im Jahre 1652 zum Fähnrich (Enseigne) befördert.
Im Jahr 1657 wurde die erste Kompanie („Grands mousquetaires“ oder nach ihrer grauen Satteldecke „Mousquetaires gris“ genannt) wieder aufgestellt. Ein Jahr später wurde d’Artagnan dort Sous-Lieutenant und vertrat immer öfter den nominellen Chef und Capitaine-lieutenant, den Duc de Nevers, Philippe-Julien Manzini, einen Neffen Mazarins, der dem Militärdienst ein Leben als Kunstliebhaber in Italien vorzog. Dieser hatte sein Quartier im Haus N° 1 der Rue du Bac auf der Höhe des heutigen Quai Voltaire (ehemals Quai des Théatins) in Paris (das Haus ist nicht erhalten).
D’Artagnan eskortierte im Jahr 1660 den jungen Ludwig XIV. zu dessen Eheschließung mit der Infantin Maria Teresa von Spanien nach Saint-Jean-de-Luz. Ludwig XIV., den d’Artagnan schon als Kind in den gefährlichen Zeiten der Fronde bewacht hatte, vertraute ihm bedingungslos und übertrug ihm geheime, heikle Missionen. D’Artagnan gelangte vor allem durch die überraschende Festnahme des Oberintendanten der Finanzen, Nicolas Fouquet, am 5. September 1661 zu Berühmtheit. Fouquet war in seinem Bestreben, den Platz des am 9. März verstorbenen Mazarin als erster königlicher Berater einzunehmen, auf den Widerstand des ehrgeizigen Jean-Baptiste Colbert gestoßen. Als einer der bedeutendsten Mäzene der damaligen Zeit ließ Fouquet nach der Vollendung seines Schlosses Vaux-le-Vicomte am 17. August 1661 von François Vatel eines der extravagantesten Feste ausrichten, die das Königreich je gesehen hatte. Jedem Gast wurde ein Pferd geschenkt. Wegen der Opulenz des Festes verdächtigte der König Fouquet, Teile des königlichen Vermögens veruntreut zu haben. Mit Fouquets Festnahme wurde am 5. September 1661 d’Artagnan beauftragt, und er wurde in den folgenden Jahren auch mit der Überführung des Gefangenen an verschiedene Orte betraut: in die Schlösser von Angers und Vincennes, die Bastille und 1664 in die Festung von Pignerol, wo auf d’Artagnans Empfehlung wenig später Bénigne Dauvergne de Saint-Mars Direktor wurde.
Im Jahr 1666 wurde ihm vom König der nominelle Posten des „Capitaine des petits chiens du Roi courant le chevreuil“ (etwa: „Hauptmann für die königlichen Hunde für die Hirschjagd“) übertragen, der ihm ein zusätzliches Salär und eine Wohnung in Versailles einbrachte.
Im Jahr darauf gab d'Artagnan diese Stellung auf, da er zum Capitaine-lieutenant, de facto zum Kompaniechef der „Première compagnie des Mousquetaires“ (Erste Kompanie der Musketiere) befördert worden war. Dieser Posten war einer der begehrtesten im ganzen Königreich und mit monatlich 900 Livres besoldet. Im Jahr 1671 war d’Artagnan für die Überführung des Herzogs von Lauzun in die Festung Pignerol verantwortlich. Wie Madame de Sévigné berichtet, behandelte er seine Gefangenen dabei immer taktvoll. 1672 wurde er zum Maréchal de camp befördert und 1672 als Vertreter des ins Feld gezogenen Marschall d’Humières zum Gouverneur von Lille ernannt. Dieses Amt lag ihm jedoch nicht, er geriet in Konflikt mit den Ingenieuroffizieren Vaubans, die den Auftrag hatten, Lille zur Festung auszubauen. Als d’Humières im Winter 1672 zurückkehrte, übernahm d’Artagnan wieder ein Kommando bei der Feldarmee, mit der er in den Holländischen Krieg zog. Während der Belagerung von Maastricht 1673, unter persönlichem Oberbefehl des Königs, waren die Musketiere d’Artagnans am 24. Juni an der nächtlichen Eroberung einer vorgeschobenen Bastion (Lünette) am sogenannten Tongerschen Tor beteiligt, die am folgenden Morgen von holländischen Truppen zurückerobert wurde. D’Artagnan ließ sich vom Herzog von Monmouth am selben Tag (Sonntag, den 25. Juni) zu einem erneuten Angriff überreden, dabei traf eine Musketenkugel seine Kehle, und er erlag kurz darauf seiner schweren Verletzung. Seine Musketiere und der König betrauerten seinen Tod.

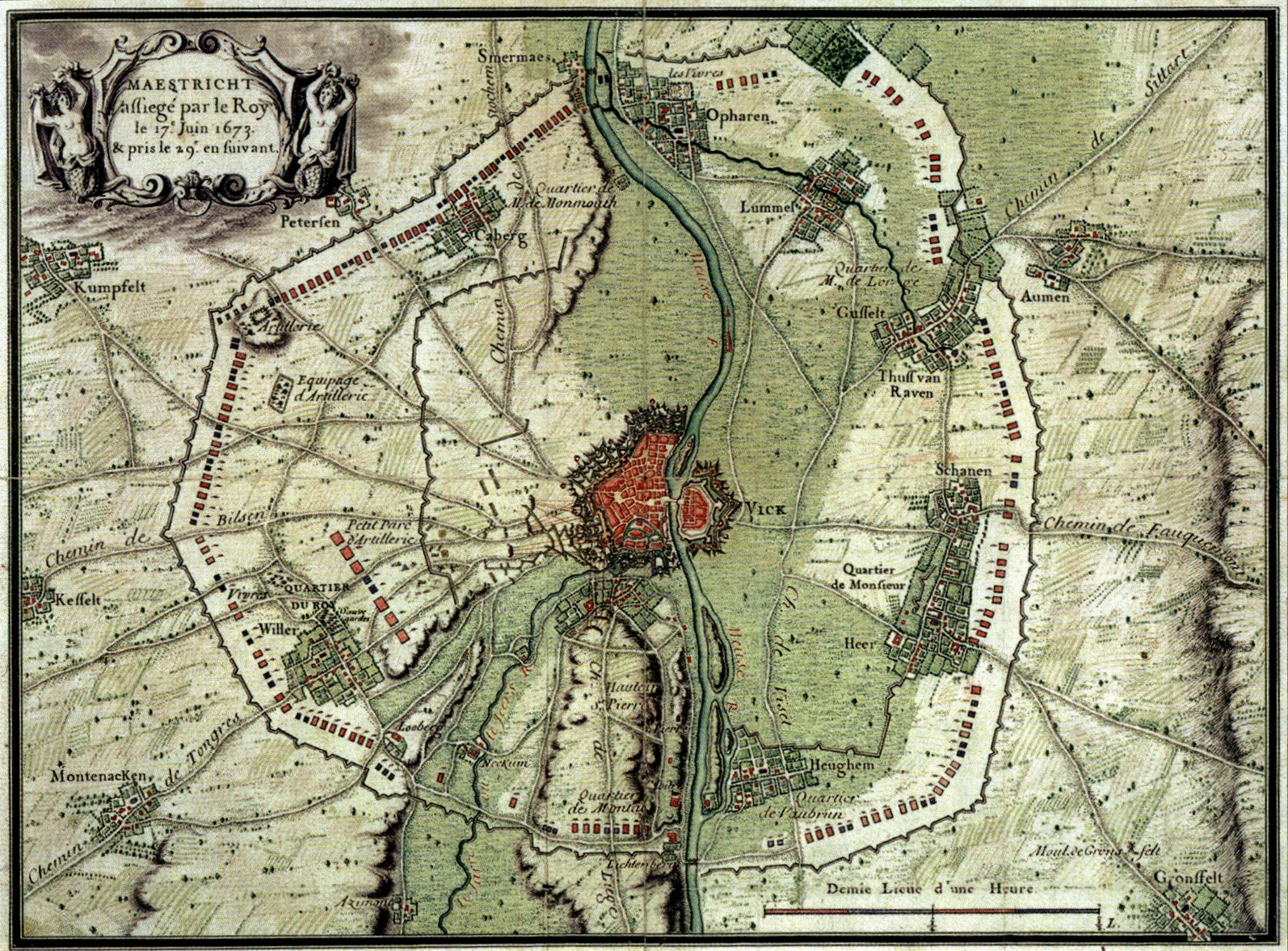
Belagerung von Maastricht 1673

Das Grab d’Artagnans ist unbekannt, doch hielt die französische Historikerin Odile Bordaz, Autorin einer Biographie d’Artagnans und Museumsleiterin im Schloss Vincennes, 2008 eine Grablege in der Kirche St. Peter und Paul in Wolder (heute Teil von Maastricht) für wahrscheinlich, da es zu d’Artagnans Zeit üblich gewesen sei, gefallene Offiziere in der nächstgelegenen katholischen Kirche zu bestatten. Sie beantragte eine Ausgrabungsgenehmigung.

## Darstellung und Würdigung
Es gibt von d’Artagnan nur ein unsicheres, oben wiedergegebenes Porträt aus Gatien de Courtilz de Sandras’ Roman Les mémoires de M. d’Artagnan. Er ist wahrscheinlich auf einem der Schlachtengemälde des Hofmalers Adam Frans van der Meulen abgebildet, da er zum unmittelbaren Umfeld von Ludwig XIV. gehörte, doch gelang es bisher nicht, ihn zu identifizieren. Auf dem offiziellen Kupferstich vom Einzug Ludwigs XIV. in Paris anlässlich seiner Hochzeit ist er im Gefolge zu Pferd abgebildet, jedoch nur schemenhaft.

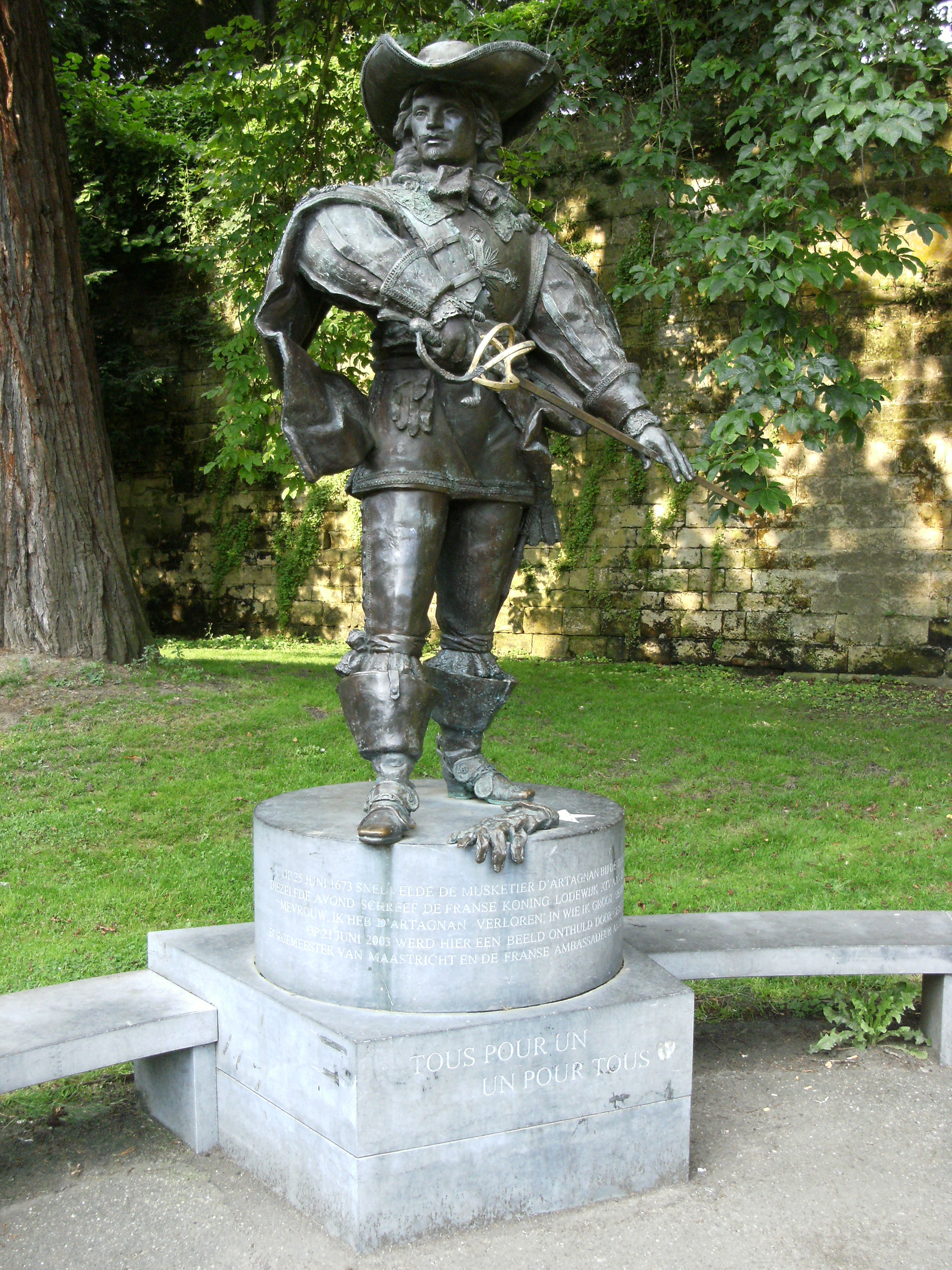
Statue im Aldenhofpark, Maastricht

Ein d’Artagnan gewidmetes Museum findet sich an seinem Geburtsort, dem Schloss Castelmore in Lupiac. Statuen von ihm stehen auf dem Marktplatz seines Geburtsortes Lupiac, in Auch, auf der Place du Général Catroux in Paris und im Aldenhofpark in Maastricht. Diese von Alexander Taratynow angefertigte Statue wurde am 21. Juni 2003 von Gerd Leers, dem Bürgermeister von Maastricht, und der französischen Botschafterin, Anne Gazeau-Secret, enthüllt. Auf dem eckigen Teil des Sockels steht: „Tous pour un – un pour tous“ („Alle für einen – einer für alle“); der runde Teil des Sockels trägt die niederländische Inschrift: „Op 25 juni 1673 sneuvelde de musketier d’Artagnan bij de Tongerse Poort. Diezelfde avond schreef de franse koning Lodewijk XIV aan zijn echtgenote: Mevrouw, ik heb d’Artagnan verloren, in wie ik groot vertrouwen had.“ („Am 25. Juni 1673 fiel der Musketier d’Artagnan am Tongerschen Tor. Am selben Abend schrieb der französische König Ludwig XIV. an seine Gemahlin: Madame, ich habe d’Artagnan verloren, in den ich großes Vertrauen hatte.“)
Seit 2001 trägt der Asteroid (14238) d’Artagnan seinen Namen.

### Als literarische Figur
Das Leben d’Artagnans bildete den Stoff für das Buch Les mémoires de M d’Artagnan von Gatien de Courtilz de Sandras aus dem Jahr 1700. Sandras (1644–1712) war ein ehemaliger Soldat und verfasste biographische Romane. Er scheint die Geschichten über d’Artagnan bei einem seiner Aufenthalte in der Bastille gehört zu haben, deren Gouverneur, François de Montlezun, seigneur de Besmaux, ein ehemaliger Kamerad d’Artagnans war. Außerdem verarbeitete Sandras Zeitungsberichte und Erzählungen, die er selbst als ehemaliger Soldat bei den Musketieren gehört hatte.
Alexandre Dumas der Ältere verwendete Sandras’ Werk als Hauptquelle für seine drei D’Artagnan-Romane, Die drei Musketiere, Zwanzig Jahre danach und Der Vicomte von Bragelonne, die d’Artagnans Leben von seinem glorreichen Aufstieg bis zu seinem Tod bei Maastricht erzählen.

## Filme (Auswahl)
In den Filmen, die das Thema der drei Musketiere oder das Leben von d’Artagnan aufgreifen, wurde dieser von folgenden Schauspielern dargestellt:
- Douglas Fairbanks senior in The Three Musketeers (1921) und The Iron Mask (1929)
- Aimé Simon-Girard in Les trois mousquetaires (Kurzfilm) (1921)
- Walter Abel in The Three Musketeers (1935)
- Don Ameche in The Three Musketeers (1939)
- Warren William in The Man in the Iron Mask (1939)
- Gene Kelly in The Three Musketeers (1948)
- Maximilian Schell in The Three Musketeers (TV-Film) (1960)
- Gérard Barray in Les trois mousquetaires (1961)
- George Nader in Das Zeichen der Musketiere (1962)
- Fernando Lamas, in D’Artagnan und die drei Musketiere (1964)
- Jean-Pierre Cassel in Cyrano und D’Artagnan, auch bekannt als Supernase mit Schwert und Degen (1965)
- Jeremy Brett in The Three Musketeers (TV-Serie) (1966–1967)
- Sancho Gracia in Los Tres Mosqueteros (TV-Serie) (1971)
- Michael York in The Three Musketeers (1973), The Four Musketeers (1974), The Return of the Musketeers (1989) und La Femme Musketeer (TV-Miniserie) (2003)
- Michail Sergejewitsch Bojarski in d’Artagnan and Three Musketeers (1978) und den Fortsetzungen (1992, 1993)
- Louis Jourdan in The Man in the Iron Mask (TV-Film) (1977)
- Cornel Wilde in The Fifth Musketeer (1979)
- Chris O’Donnell in The Three Musketeers (1993)
- Philippe Noiret in D’Artagnans Tochter (1994)
- Gabriel Byrne in The Man in the Iron Mask (1998)
- Justin Chambers in The Musketeer (2001)
- Gérard Depardieu in Blanche (2002)[15]
- Vincent Elbaz in Die drei Musketiere (2005)
- Logan Lerman in The Three Musketeers (2011)
- Rinal Mukhametov in Die drei Musketiere – Kampf um Frankreichs Krone (2013)
- Luke Pasqualino in Die Musketiere (TV-Serie) (Seit 2014)
- Michel Grenet in D’Artagnan, Musketier im Dienst des Sonnenkönigs (2020), Dokumentarfilm, Frankreich, Regie: Augustin Viatte.
- François Civil in Die drei Musketiere – D’Artagnan (2023)